# 聖旺門站
聖旺門站（法語：Porte de Saint-Ouen）是巴黎地鐵的一個車站，位於巴黎十七區和巴黎十八區交界的地點。聖旺門站是巴黎地鐵13號線的車站，開通於1911年2月26日，最初是北南公司B線的車站。1952年6月30日之前，聖旺門站是巴黎地鐵13號線最北端的車站。

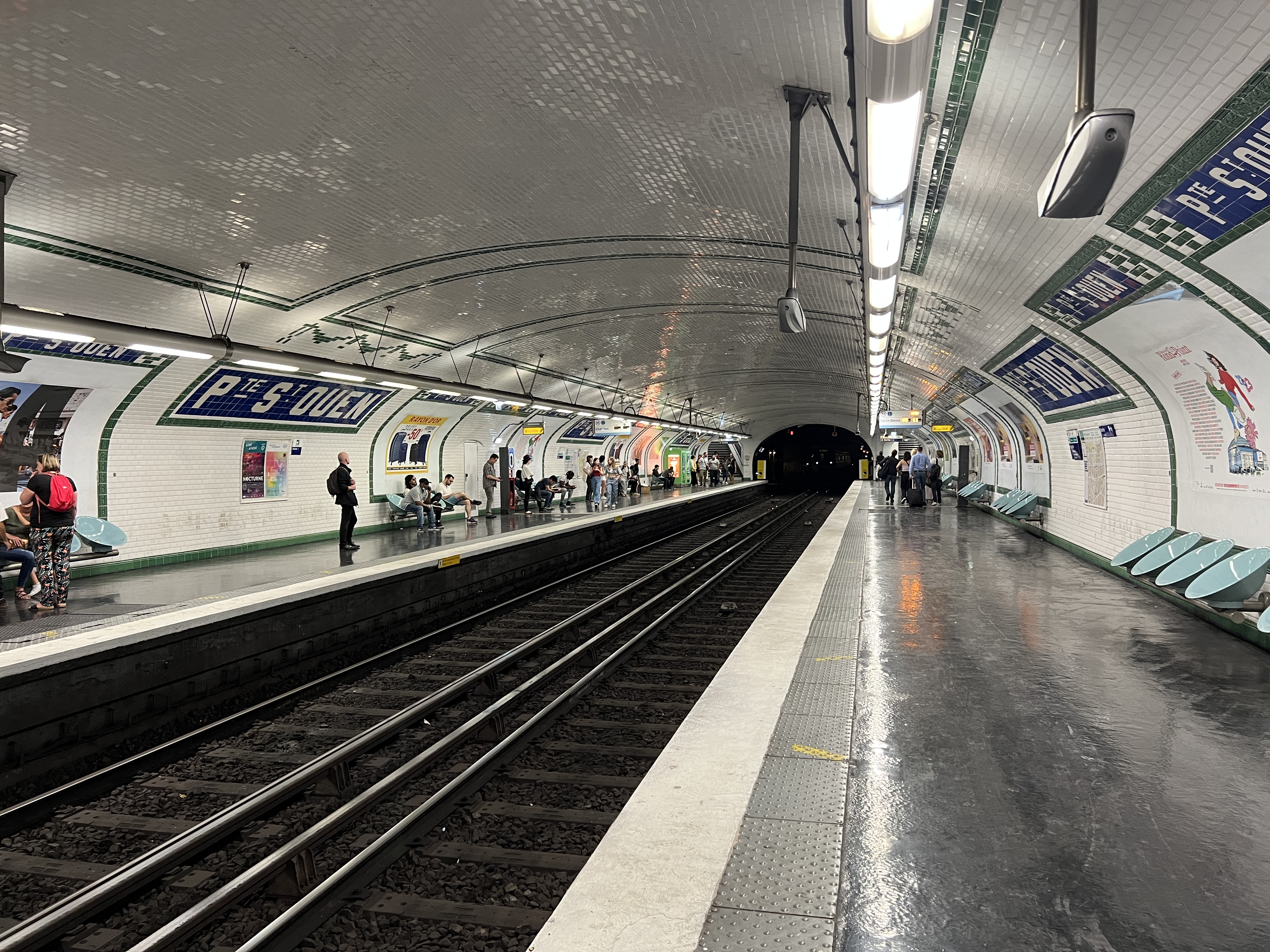
月台（2022年7月）

## 車站結構
| 街道層     |                    |                              |
| B1         | 夾層               |                              |
| 13號線月台 | 側式月台，右側開門 | 側式月台，右側開門           |
| 13號線月台 | 北行               | 往聖但尼大學（加里波第）     |
| 13號線月台 | 南行               | 往沙蒂永-蒙魯日（居伊·莫凯） |
| 13號線月台 | 側式月台，右側開門 |                              |